# Serena (película de 2014)
Serena es una película dramática estadounidense de 2014 dirigida por Susanne Bier y protagonizada por Jennifer Lawrence y Bradley Cooper. Está basada en la novela homónima de Ron Rash.

## Sinopsis
En la era de la Depresión de Carolina del Norte, George Pemberton (Bradley Cooper) es un ambicioso barón de la madera que conoce a Serena Shaw (Jennifer Lawrence), una joven con un triste pasado. Él se enamora de ella, se casan, y Serena se muda con George a su tierra. Después de darse cuenta de que no pueden tener hijos, Serena perderá la cabeza.

## Reparto
| - Bradley Cooper es George Pemberton. - Jennifer Lawrence es Serena Pemberton. - Rhys Ifans es Galloway. - Sean Harris es Campbell. - Toby Jones es el comisario McDowell. - Sam Reid es Joe Vaughn. - David Dencik es el señor Buchanan. - Conleth Hill es el doctor Chaney. | - Blake Ritson es Lowenstein. - Ned Dennehy es Ledbetter. - Charity Wakefield es Agatha. - Michael Ryan es Coldfield. - Kim Bodnia es Abe Hermann. - Ana Ularu es Rachel Hermann. - Bodil Jørgensen es la señora Sloan. - Douglas Hodge es Horace Kephart. |